# Friedrich Gottlieb von Bülow
Friedrich Gottlieb von Bülow (* 9. Oktober 1831 in Gudow; † 28. Dezember 1898 ebenda) war ein deutscher Rittergutsbesitzer und Politiker.

## Leben

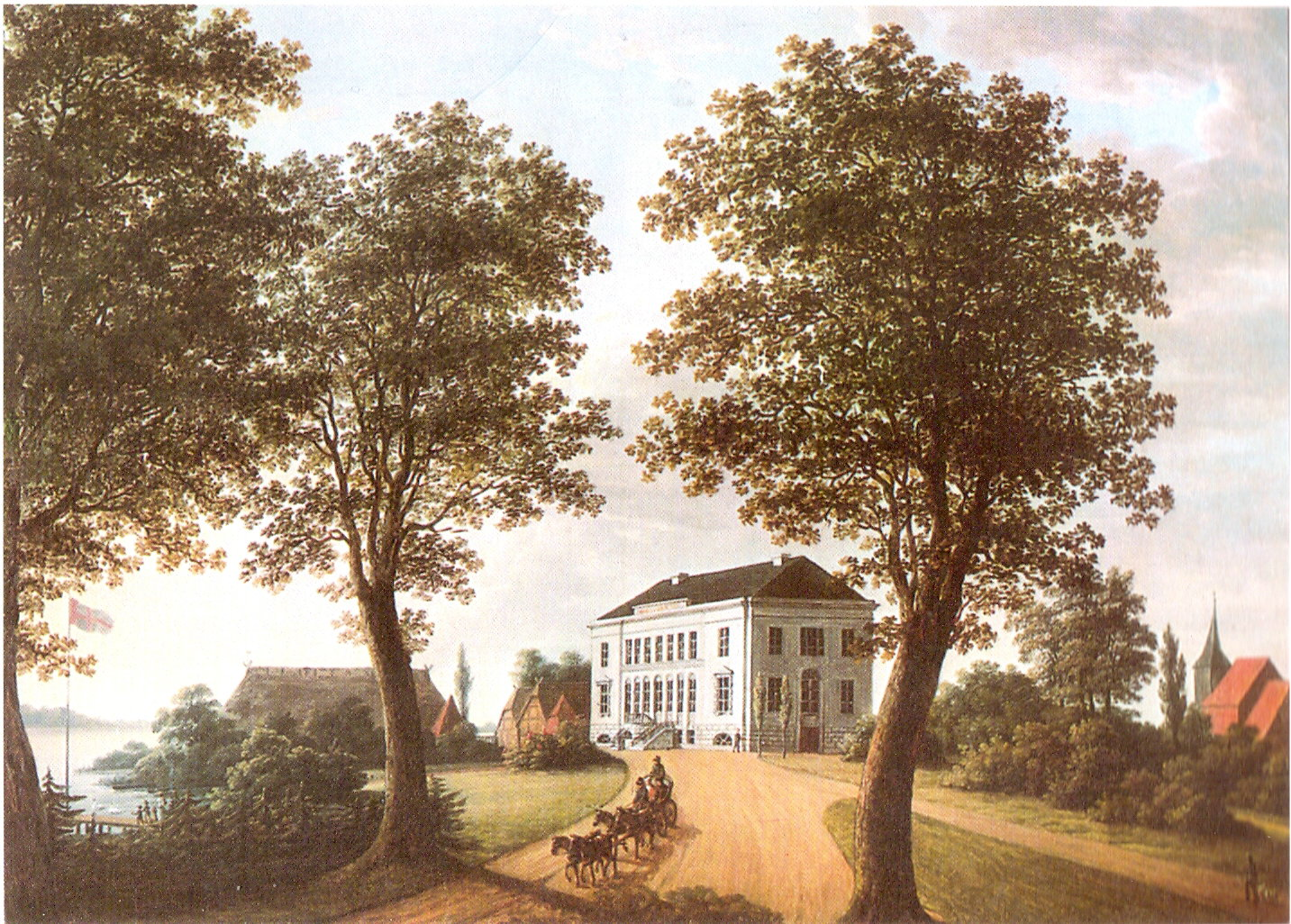
Gutshaus in Gudow um 1830, rechts die St.-Marien-Kirche

Friedrich Gottlieb (Fritz) von Bülow entstammte dem Adelsgeschlecht Bülow. Er war der zweite überlebende Sohn des Landmarschalls Adolf Gottlieb von Bülow auf Gudow, der schon 1841 starb, und seiner Frau Sophie Dorothea Wilhelmine Amalie geb. Gräfin von Jagow. Nach dem Tod des Vaters übernahm Friedrich Franz von Bülow für die minderjährigen Söhne in Verbindung mit der Witwe die Vormundschaft und Verwaltung von Gudow sowie die Landmarschall-Geschäfte als Vize-Landmarschall. Nach seinem Tod 1848 übernahm Detlev von Bülow die Vormundschaft.
Friedrich Gottlieb von Bülow besuchte das Blochmannsche Institut in Dresden und  studierte Rechtswissenschaft an den Universitäten Göttingen, Berlin und Kiel. Am 20. Dezember 1857, nach dem Erreichen der Volljährigkeit der drei überlebenden Brüder Detlev, Fritz und Otto, kam es dem Gudower Hausgesetz entsprechend zur Verlosung des Fideikommisses. Friedrich Gottlieb von Bülow gewann das Los und trat in den Besitz der väterlichen Güter im Herzogtum Lauenburg. Damit verbunden war er bis 1882 lauenburgischer Landmarschall und in dieser Eigenschaft sowohl Vorsitzender der lauenburgischen Landtage als auch von 1872 bis 1882 Leiter des Lauenburgischen Landeskommunalverbands.
Von 1867 bis 1871 war er Abgeordneter des  Wahlkreises Herzogtum Lauenburg im Reichstag des Norddeutschen Bundes. In dieser Eigenschaft war er seit 1868 auch Mitglied des Zollparlaments. Er gehörte der Freikonservativen Partei an. 1882 wurde er lebenslanges Mitglied des Preußischen Herrenhauses.

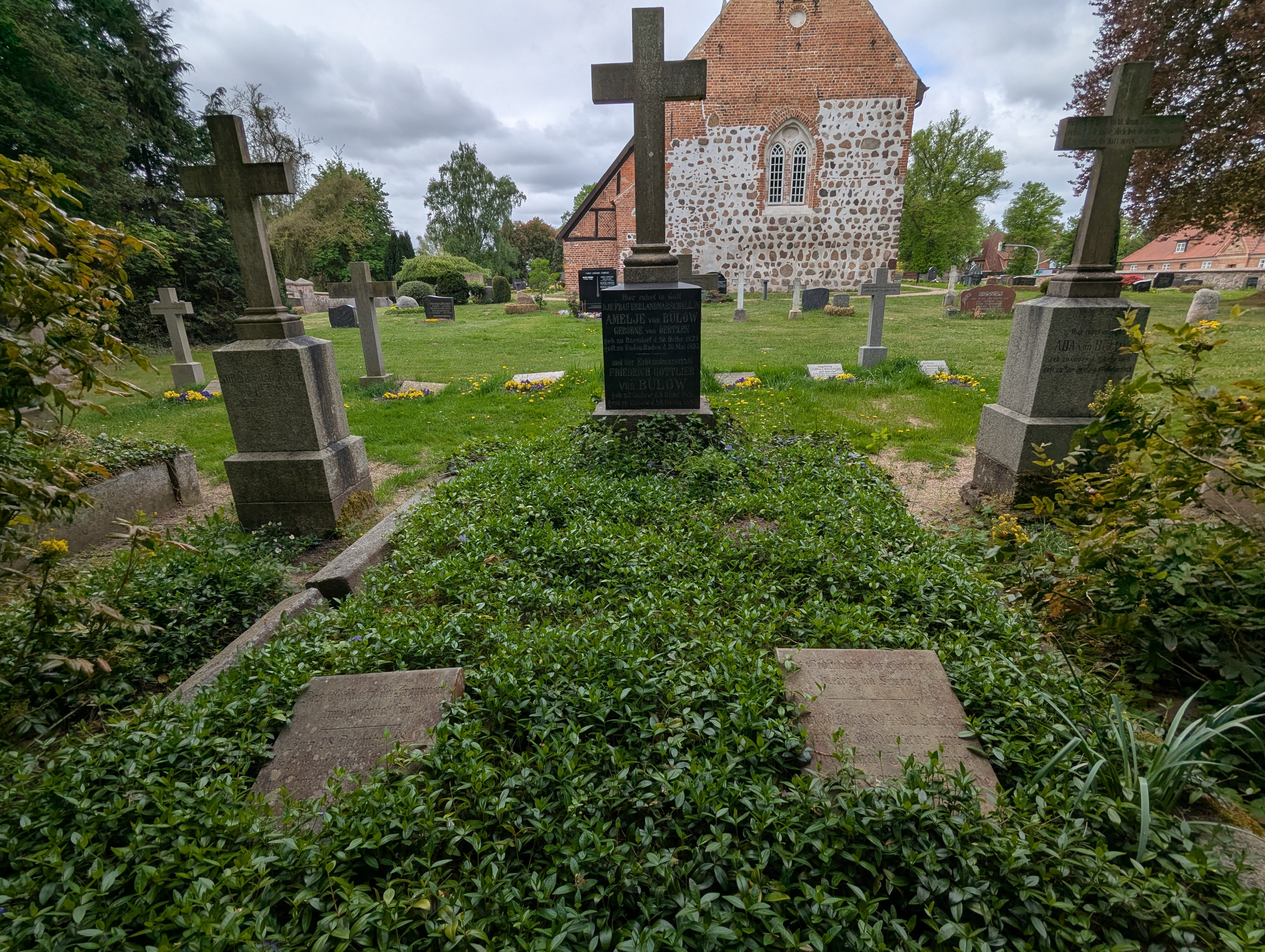
Familiengrab in Gudow

Seit 1859 war er verheiratet mit Amelie Friederike Julie Auguste (1839–1893), geb. von Oertzen aus dem Haus Lübbersdorf (Galenbeck). Das Ehepaar hatte eine Tochter Amélie, die den General der Kavallerie Friedrich Leopold von Rauch heiratete, und die Söhne Werner (* 1862) sowie Friedrich (* 1872), der Gudow erbte, aber 1915 im Ersten Weltkrieg in Russland fiel.

## Auszeichnungen
- Roter Adlerorden II. Klasse mit Stern
- Kronen-Orden II. Klasse mit Stern
- Ehrenritter des Johanniterordens